# Зирекля
Зирекля (баш. Ерекле) — деревня в Кугарчинском районе Башкортостана, входит в состав Максютовского сельсовета.

## Географическое положение
Расстояние до:
- районного центра (Мраково): 55 км,
- центра сельсовета (Максютово): 6 км,
- ближайшей ж/д станции (Тюльган): 53 км.

## Население
| 2002 | 2009 | 2010 |
| ---- | ---- | ---- |
| 178  | ↘174 | ↗186 |

### Национальный состав
Согласно переписи 2002 года, преобладающая национальность — башкиры (90 %).

## Известные уроженцы
- Кульшарипов, Марат Махмутович (род. 1941) — советский и российский историк. Доктор исторических наук. Почётный работник высшего профессионального образования Российской Федерации[5].